# 經濟人類學
經濟人類學（英語：economic anthropology）是人類學的一個重要分支。該分支運用民族誌與人類學知識，與其他知識結合，解釋人類的經濟行為。這是由人類學家所進行的研究，而且與經濟學具有複雜關係。經濟人類學的領域有三個主要的理論典範：形式論、實質論與文化論。

## 形式論
形式論這個理論模型最緊密連結到新古典經濟學，它將經濟學界定為在稀有性的條件下，對於效用極大化的研究。形式論派人類學嘗試將新古典理論連結到該理論傳統研究領域以外的許多主題，因此可以關聯到新制度經濟學。這個研究取向往往提出下列的核心假設：
- 個人在各種不同選項之間做出選擇，以追求最大的效用（或偏好）(極大化)。人們總是選擇能使他們的效用達到最大的那個選項（或者在投入最少的必要投資或努力的情況下，產生一定數量的效用），這往往受到特定的訊息或交易成本的限制。
- 個人將會基於理性而這樣做，運用一切「可取得的」資訊來衡量每一種選項的成本和效用，並考慮到其中的機會成本，並且比較在其他選項所需花費的時間和精力，以極大化他們所追求的目標。資訊欠缺可以被建構成學理模型的資訊不對稱或成為一種交易成本。無論是藉由有意識的前瞻、直覺或傳統，個人能夠承擔相關的計算。為了做出理性選擇，個人會設法取得所有相關資訊，直到這個點為止：收集資訊所需的機會成本相等於，能從得到更充足資訊下所做的選擇，而獲致的額外效用。
- 所有的個人都處在資源條件稀少的情況下，但同時又具有無窮的欲望。
- 隱藏在個人追求效用極大化之下的原則是邊際效益遞減，意味著將更多資源配置在一個特定目標上，往往會使得實現這個目標變得越來越少效率。理性的行動者將其資源配置到某些能提供最大獲益的機會，當這些機會逐漸耗盡，再將資源逐步配置到獲益較低的目標上。

有些形式論者使用賽局理論做為在明確的文化或人際關係的限制下，一種理性行為的模型。形式論者，如雷蒙德·弗思和Harold K. Schneider主張，新古典經濟學模型如果經過適當修改，可以運用到任何社會，這個模型的原則具有普遍的有效性。所有的人類文化是由「進行決策的個人」所構成的集合體，「這些個人的一舉一動都為了達到各種可選擇的目的，他們有意識或無意識地在各種可選擇的手段之中做出決定」
(Burling, 1962, 引述自 Prattis, 1982:207)，據此，這些目的都是由文化所界定的目標。目標所指的不僅是經濟價值或經濟利益，更是個人所重視的任何事情，無論是休閒、凝聚力和聲望。
在狩獵採集和新石器時代文化的脈絡中，形式論模型通常必須處理較高的交易成本，因此有時簡化為一個双边寡头垄断（同時壟斷買方與賣方）模型。
由於形式論模型往往從偏好的角度，陳述什麼東西會被極大化，這往往（但不必然）包括文化上所表現的價值目標，它必定要夠抽象，才得以解釋在任何情況下的人類行為。形式論從新古典經濟學所借用的一種傳統假設，就是個人將會基於完整的資訊做出理性選擇，或是在某種資訊不完整的情況下，以使個人認為有價值的東西達到最大。雖然這些偏好可能有所不同或改變，而且關於選擇的資訊可能完整或不完整，依然適用經濟理性計算與極大化的原則。
那麼，人類學家所扮演的角色是分析每一種文化，關於它在實現文化所承認和重視的目標方面，所具有的文化合宜手段。個人的偏好可能有別於文化所認同的目標，並在經濟理性假設下，個人的決策是由處在文化（包括他人的偏好）所限制的環境之中的個人偏好所引導。這種分析應當發掘出在理性決策過程底下的一些文化特定原則。以這種方式，經濟理論已由人類學家運用於欠缺市場價格規範的社會(例如 Firth, 1961; Laughlin, 1973)。除了文化價值以外，形式論者也可能運用演化心理學來協助建構偏好模型。

## 實質論
實質論（substantivism）這個理論立場，首先由卡爾·博蘭尼在他的作品《鉅變》提出。他主張「經濟學」這個術語有兩個涵義：正式涵義是指經濟學如同理性行動和決策的邏輯，將有限（稀缺）的手段運用在各種用途之間的理性選擇。第二種涵義是實質意義，然而，這預先假定的既不是理性決策，也不是稀缺的條件。它僅僅指稱研究人類如何從他們的社會與自然環境中謀求生計。一個社會的生計策略，被視為是對其環境和物質條件的適應，這一過程可能會也可能不會涉及效用極大化。在實質意義的「經濟學」被認為在更廣泛意義上的「經濟計算」或「供應」。經濟僅僅是社會滿足其物質需求的方式。
博蘭尼的術語「鉅變」，係指介於現代、市場主導的社會以及非西方、非資本主義的前工業社會之間的分野。博蘭尼認為，只有經濟的實質意義適合用來分析後者。形式經濟分析並不適用於一個欠缺價格系統的市場，例如在中央計劃經濟或前工業化社會。在這些地方的經濟決策與其說是基於個人的選擇，倒不如說是基於社會關係、文化價值、道德關注、政治、宗教或由威權領導所灌輸的恐懼。在大多數的鄉民和部族社會，生產是為了生產者本身，也稱為「為使用而生產」或生計生產，這是相對於「為交換而生產」，利潤最大化為其主要目標。這些類型有著相當明顯的差異，因此根本沒有任何單一的理論能夠描述它們。
博蘭尼主張，在當代資本主義經濟體，形式論和實質論的概念相一致，這是由於人們依據理性選擇的原則安排自己的生活。然而，在非資本主義、前工業化經濟體，這種假設無法成立。有別於西方資本主義經濟體，他們的根基並非建立在市場交換，而是再分配和相互關係。相互關係是指彼此交換商品或勞務，這是長期合作關係的一部分。再分配意指存在一個強大政治中心，例如以親屬為基底的領袖，他根據各個文化特定的原則，接收生計財貨，然後將之重新分配。在那些不以市場為基礎的社會中，相互關係和再分配往往同時發生。反之，市場交換被視為當代工業社會具主導性的一體化模式，雖然相互關係可能持續存在於家人和跨家戶關係中，此外有某些再分配工作由國家或慈善機構所承擔。這三個分配體系，每一個都需要單獨一套分析概念。
實質論的另一個關鍵概念是嵌合（embeddedness）。經濟體系並不是一個獨立和獨特的場域，而是嵌合在經濟和非經濟制度當中。交換是在社會之中發生，並受到社會所管制，而不是發生在一個社會真空。例如，宗教和政府之於經濟學的重要性，就如同經濟制度本身之於經濟學一樣。社會文化的義務、規範和價值觀，在人們的生計策略之中發揮重要作用。因此，將經濟學視為分析上的獨立實體，可脫離其社會文化和政治脈絡之外進行分析的這個概念，從一開始就存在缺陷。因此，實質論者的經濟學分析側重於人們據以建立生計基礎的各種社會制度。市場只是眾多制度的其中一項，它決定了經濟交易的本質。博蘭尼的核心論點是，制度是經濟過程的主要組織者。實質經濟體系是一種「介於人們及其環境之間的制度化互動過程，對於滿足物質需求，建立一種持續不斷的供給」(1968:126)。
嵌合這個概念在經濟人類學領域具有極大的影響力。格蘭諾維特(Granovetter)在對於印尼華人企業網絡的研究，發現個人的經濟能動性(agency)嵌合在具有強大個人關係的網絡中。在建立顧客群的過程中，貿易者與消費者之間的個人關係培養，具有跟經濟交易同等或更高的重要性。經濟交流並不是在陌生人之間進行，而是藉由個人投入的長期持續關係。格蘭諾維特將新自由主義對於經濟行動的觀點，描述為將經濟從社會與文化分離出來，從而提倡一種「低估社會因素的敘述」(undersocialized account)，新自由主義把人類行為加以分子化：「行動者在做出行為或決策時，並不會如同脫離社會脈絡的原子一般，也不盲目堅持一套藉由他們恰巧佔據的各種特定社會類別的交集，而為他們撰寫的腳本。取而代之地，他們試圖採取有目標的行動，這是嵌合在具體的、持續的社會關係體系之中」(Granovetter 1985: 487)。

## 文化論
對於某些人類學家而言，實質論對於將西方經濟模式普遍運用在研究全球各地的社會的適用性所提出的批判，其立場還不夠徹底。例如，顧德曼（Stephen Gudeman）認為居於核心地位的謀求生計過程是文化所建構的。因此，生計模式及相關的經濟概念，如交換、貨幣或利潤等等，必須透過當地人的理解方式來加以分析。學者不應設計一些根植於西方社會理解方式的普遍模型，也不應將西方經濟的術語一體適用於所有的社會，他們應該認識「當地模型」。顧德曼在他探討生計方式的作品中，試圖呈現「人們自己的經濟建構」（1986:1）；也就是說，不只是檢視文化對於價值觀的建構，例如人們喜歡購買哪些產品及人們如何評價休閒，更包括了人們自身的概念建構或經濟學的心智地圖及其各個不同層面，即他們對於某些概念的理解方式，例如交換、財產或利潤。他對於巴拿馬的一個農民社區的描述，顯示當地人彼此之間從事的交換並不是為了賺取利潤，而是看它看成是「等價物的交換」，某種財貨的交換價值是依據生產它的所需花費而定。只有外來商家在這個社群的交易中才賺取利潤，而且對於當地人來說這是件完全難以理解的事情，他們要如何做到這樣...
顧德曼不僅拒斥形式論者所提的普遍存在的「經濟人」概念；他更批評實質論者的立場：將他們的普遍經濟學模型強加在所有前工業化社會，因此跟形式論者犯了同樣的錯誤。雖然顧德曼承認，實質論者正確強調了社會制度在經濟過程的意義，但他認為任何一種從普遍性質衍生的模型，無論是形式論、實質論或馬克思論，都是一種我族中心論點，而且根本就是同義反複。在他看來，這些觀點全都將各種關係塑造成好比機械過程，採取植基於自然世界的自然科學邏輯，並將之運用在人類世界。人類學家應該不是「妄稱自己具有一項塑造其研究對象經濟體特色的特權」，而是應該試圖理解和詮釋各種地方模式（1986:38）。這種地方模式可能跟西方模式截然不同。引述顧德曼的話：「獲得生計的方式，可能被塑造為一個因果關係和功利行為，如同一個自然和必然的順序，如同超自然的安排或如同所有這些因素的組合體」（1986:47）。例如，婆羅洲的伊班人只使用手刀收割稻米。即使採用鐮刀會加快這個收割過程，他們關注的是水稻的精靈可能逃走，這項關注勝於他們對節約收割過程的渴望。
顧德曼將後現代的文化相對論帶到它的合乎邏輯的結論。但整體來說，文化論也可以被視為是實質論的一個延伸，更強調文化建構，更詳細考慮當地人的理解方式以及對經濟概念的隱喻，而且比實質論更注重社會文化動態（Hann, 2000）。文化論者也傾向於較少從事分類學工作，在他們的敘述中更具文化相對性，並批判反思在民族誌研究者（或提出模型者）與他或她的研究對象之間的權力關係。雖然實質論普遍聚焦於經濟制度，將其視為他們的分析單位，但文化論者傾向於針對特定的地方社群，進行詳盡和全面的分析。這兩種觀點的共同點在於拒斥形式論的假設：所有人類行為可以從理性決策和效用極大化的角度來解釋。

## 引用文獻
1. ↑  Prattis, J. I. . Theory and Society. 1982, 11: 205–228. doi:10.1007/BF00158741.
2. ↑  Polanyi, K. . in Economic Anthropology E LeClair, H Schneider (eds) New York: Holt, Rinehart and Winston. 1968. ISBN 9780030717956.
3. ↑  Granovetter, M. . The American Journal of Sociology. 1985, 91: 481–510. doi:10.1086/228311.
4. 1 2 3  Gudeman, S. . London: Routledge. 1986. ISBN 9780710205605.
5. ↑  Hann, C. M. . London: Teach Yourself. 2000. ISBN 9780340724828.

## 進階閱讀
- Earle, Timothy (2008). "economic anthropology," The New Palgrave Dictionary of Economics, 2nd Edition. Abstract. （页面存档备份，存于）
- Landa, J.T. . University of Michigan Press. 1994. ISBN 047210361X.
- Orlove, B. S. . Current Anthropology. 1986, 27: 85–106. doi:10.1086/203399.
- Wilk, R. . Westview Press. 1996. ISBN 0813320593.

## 內部連結
- 文化經濟學
- 經濟社會學
- 非市場經濟

## 外部連結
- 美國經濟人類學會(The Society for Economic Anthropology)
- 美國愛荷華大學經濟人類學教授Michael Chibnik的網頁 （页面存档备份，存于）